# Allodiopsis rustica
Allodiopsis rustica es una especie de mosquito del género Allodiopsis, de la familia Mycetophilidae, orden Diptera. Fue descrita por Edwards en 1941.
Es sinónimo de Rhymosia matilei Plassmann, 1970. Se distribuye por Eslovaquia, Polonia, Suecia, Finlandia, Estonia, Reino Unido y Noruega.